# يو جي إم -89 بيرسيوس
صاروخ يو جي إم -89 بيرسيوس، (بالإنجليزية: UGM-89 Perseus)‏. كان يو جي إم -89 بيرسيوس عبارة عن صاروخ كروز مضاد للسفن (ASHM) تم إطلاقه بواسطة غواصات تابعة للبحرية الأمريكية، وصاروخ كروز مضاد للغواصات (ASW) تم تطويره تحت مشروع صاروخ غواصة تكتيكية (STAM) ، والذي كان يشار إليه أيضًا باسم مضاد الغواصات.

## خلفية تاريخية
نظام الأسلحة النظامية (STAWS). كان هذا النظام الصاروخي بمثابة حجر الأساس لثالث غواصة صواريخ كروز التي تعمل بالطاقة النووية والتي اقترحها نائب الأدميرال هيمان ج. ريكوفر، وهو الرئيس المؤثر لكن المثير للجدل لبرنامج الدفع النووي التابع للبحرية. 